# Eurillas curvirostris
El bulbul piquicurvo (Eurillas curvirostris) es una especie de ave paseriforme de la familia Pycnonotidae propia de África central y occidental.

## Taxonomía
El bulbul piquicurvo fue descrito científicamente en 1859 en el género Andropadus. En 2007 fue trasladado al género Eurillas.
Se reconocen dos subespecies:
- E. c. curvirostris - (Cassin, 1859): se extiende desde el interior de Ghana al oeste de Kenia, el rus de la República Democrática del Congo y el norte de Angola;
- E. c. leonina - (Bates, 1930): se encuentra desde Sierra Leona al centro de Ghana.